# Olympische Sommerspiele 2024/Teilnehmer (Chile)
| Gelbes Symbol für Goldmedaillen mit stilisierten Olympischen Ringen | Graues Symbol für Silbermedaillen mit stilisierten Olympischen Ringen | Braundes Symbol für Bronzemedaillen mit stilisierten Olympischen Ringen |
| ------------------------------------------------------------------- | --------------------------------------------------------------------- | ----------------------------------------------------------------------- |
| 1                                                                   | 1                                                                     | —                                                                       |

Chile nahm an den Olympischen Spielen 2024 vom 26. Juli bis zum 11. August 2024 in Paris teil. Es war die insgesamt 25. Teilnahme an Olympischen Sommerspielen.

## Medaillen

### Gold
| Name               | Sportart      | Wettkampf     |
| ------------------ | ------------- | ------------- |
| Francisca Crovetto | Sportschießen | Frauen, Skeet |

### Silber
| Name           | Sportart | Wettkampf                         |
| -------------- | -------- | --------------------------------- |
| Yasmani Acosta | Ringen   | Männer, Greco, Superschwergewicht |

## Teilnehmer nach Sportarten

### Beachvolleyball
Durch den Sieg beim CSV Continental Cup Final im heimischen Iquique qualifizierte sich ein chilenisches Duo bei den Männern.
| Athleten                      | Gruppenphase                  | Gruppenphase       | Gruppenphase | Gruppenphase | Achtelfinale   | Achtelfinale       | Viertelfinale | Viertelfinale | Halbfinale    | Halbfinale    | Finale / Platz 3 | Finale / Platz 3 | Rang |
| Athleten                      | Gegner                        | Ergebnis           | Punkte       | Rang         | Gegner         | Ergebnis           | Gegner        | Ergebnis      | Gegner        | Ergebnis      | Gegner           | Ergebnis         | Rang |
| ----------------------------- | ----------------------------- | ------------------ | ------------ | ------------ | -------------- | ------------------ | ------------- | ------------- | ------------- | ------------- | ---------------- | ---------------- | ---- |
| Männer                        |                               |                    |              |              |                |                    |               |               |               |               |                  |                  |      |
| Marco Grimalt Esteban Grimalt | A. Mol / Sørum                | 0:2 (14:21, 16:21) | 4            | 3            | Cherif / Ahmed | 0:2 (14:21, 13:21) | ausgeschieden | ausgeschieden | ausgeschieden | ausgeschieden | ausgeschieden    | ausgeschieden    | 9    |
| Marco Grimalt Esteban Grimalt | van de Velde / Matthew Immers | 0:2 (19:21, 16:21) | 4            | 3            | Cherif / Ahmed | 0:2 (14:21, 13:21) | ausgeschieden | ausgeschieden | ausgeschieden | ausgeschieden | ausgeschieden    | ausgeschieden    | 9    |
| Marco Grimalt Esteban Grimalt | Ranghieri / Carambula         | 2:0 (21:15, 23:21) | 4            | 3            | Cherif / Ahmed | 0:2 (14:21, 13:21) | ausgeschieden | ausgeschieden | ausgeschieden | ausgeschieden | ausgeschieden    | ausgeschieden    | 9    |

### Bogenschießen
Bei den Panamerikanischen Spielen 2023 konnte ein Startplatz für den Einzelwettbewerb der Männer gewonnen werden.
| Athleten        | Wettbewerb | Qualifikation | Qualifikation | 1. Runde | 1. Runde | 2. Runde      | 2. Runde      | Achtelfinale  | Achtelfinale  | Viertelfinale | Viertelfinale | Halbfinale    | Halbfinale    | Finale / Platz 3 | Finale / Platz 3 | Rang |
| Athleten        | Wettbewerb | Ringe         | Rang          | Gegner   | Ergebnis | Gegner        | Ergebnis      | Gegner        | Ergebnis      | Gegner        | Ergebnis      | Gegner        | Ergebnis      | Gegner           | Ergebnis         | Rang |
| --------------- | ---------- | ------------- | ------------- | -------- | -------- | ------------- | ------------- | ------------- | ------------- | ------------- | ------------- | ------------- | ------------- | ---------------- | ---------------- | ---- |
| Männer          |            |               |               |          |          |               |               |               |               |               |               |               |               |                  |                  |      |
| Andrés Gallardo | Einzel     | 641           | 57            | M. Gazoz | 0:6      | ausgeschieden | ausgeschieden | ausgeschieden | ausgeschieden | ausgeschieden | ausgeschieden | ausgeschieden | ausgeschieden | ausgeschieden    | ausgeschieden    | 33   |

### Fechten
Als beste, nicht über den Mannschaftswettbewerb qualifizierte, Florettfechterin Amerikas in der Qualifikationsrangliste erhielt Arantxa Inostroza einen persönlichen Quotenplatz.
| Athleten          | Wettbewerb     | 1. Runde | 1. Runde | 2. Runde | 2. Runde | Achtelfinale  | Achtelfinale  | Viertelfinale | Viertelfinale | Halbfinale / Klassifikation | Halbfinale / Klassifikation | Finale / Platzierung | Finale / Platzierung | Rang |
| Athleten          | Wettbewerb     | Gegner   | Ergebnis | Gegner   | Ergebnis | Gegner        | Ergebnis      | Gegner        | Ergebnis      | Gegner                      | Ergebnis                    | Gegner               | Ergebnis             | Rang |
| ----------------- | -------------- | -------- | -------- | -------- | -------- | ------------- | ------------- | ------------- | ------------- | --------------------------- | --------------------------- | -------------------- | -------------------- | ---- |
| Frauen            |                |          |          |          |          |               |               |               |               |                             |                             |                      |                      |      |
| Arantxa Inostroza | Florett Einzel | Freilos  | Freilos  | J. Guo   | 7:15     | ausgeschieden | ausgeschieden | ausgeschieden | ausgeschieden | ausgeschieden               | ausgeschieden               | ausgeschieden        | ausgeschieden        | 26   |

### Golf
Über das Olympic Golf Ranking der IGF qualifizierten sich zwei chilenische Golfer für die Olympischen Spiele.
| Athleten        | Runde 1 | Runde 2 | Runde 3 | Runde 4 | Gesamt | Par | Rang |
| --------------- | ------- | ------- | ------- | ------- | ------ | --- | ---- |
| Männer          |         |         |         |         |        |     |      |
| Joaquín Niemann | 66      | 70      | 68      | 68      | 272    | −12 | 9    |
| Mito Pereira    | 69      | 76      | 74      | 76      | 285    | +1  | 45   |

### Judo
Über die IJF-Weltrangliste konnten sich zwei chilenische Judokas qualifizieren.
| Athleten        | Wettbewerb        | 1. Runde    | 1. Runde | 2. Runde      | 2. Runde      | Achtelfinale  | Achtelfinale  | Viertelfinale | Viertelfinale | Halbfinale / Trostrunde | Halbfinale / Trostrunde | Finale / Platz 3 | Finale / Platz 3 | Rang |
| Athleten        | Wettbewerb        | Gegner      | Ergebnis | Gegner        | Ergebnis      | Gegner        | Ergebnis      | Gegner        | Ergebnis      | Gegner                  | Ergebnis                | Gegner           | Ergebnis         | Rang |
| --------------- | ----------------- | ----------- | -------- | ------------- | ------------- | ------------- | ------------- | ------------- | ------------- | ----------------------- | ----------------------- | ---------------- | ---------------- | ---- |
| Frauen          |                   |             |          |               |               |               |               |               |               |                         |                         |                  |                  |      |
| Mary Dee Vargas | Klasse bis 48 kg  | L. Martínez | 0s2:1    | —             | —             | ausgeschieden | ausgeschieden | ausgeschieden | ausgeschieden | ausgeschieden           | ausgeschieden           | ausgeschieden    | ausgeschieden    | 17   |
| Männer          |                   |             |          |               |               |               |               |               |               |                         |                         |                  |                  |      |
| Thomas Briceño  | Klasse bis 100 kg | P. Kuczera  | 0:10     | ausgeschieden | ausgeschieden | ausgeschieden | ausgeschieden | ausgeschieden | ausgeschieden | ausgeschieden           | ausgeschieden           | ausgeschieden    | ausgeschieden    | 17   |

### Kanu
Bei den Weltmeisterschaften 2023 gewann Chile einen Quotenplatz im C1 der Frauen. Im Rahmen des amerikanischen Qualifikationsevents in Sarasota kam ein Platz im C2 der Frauen hinzu.

#### Kanurennsport
| Athleten                         | Wettbewerb | Vorlauf     | Vorlauf | Viertelfinale | Viertelfinale | Halbfinale  | Halbfinale | A/B-Finale            | A/B-Finale | Rang |
| Athleten                         | Wettbewerb | Zeit        | Rang    | Zeit          | Rang          | Zeit        | Rang       | Zeit                  | Rang       | Rang |
| -------------------------------- | ---------- | ----------- | ------- | ------------- | ------------- | ----------- | ---------- | --------------------- | ---------- | ---- |
| Frauen                           |            |             |         |               |               |             |            |                       |            |      |
| Maria José Mailliard             | C1 200 m   | 46,50 s     | 2       | ―             | ―             | 46,76 s     | 6          | B-Finale: 46,77 s     | 4          | 12   |
| Karen Roco                       | C1 200 m   | 47,55 s     | 5       | 47,73 s       | 2             | 47,63 s     | 7          | B-Finale: 48,25 s     | 7          | 15   |
| Paula Gómez Marie José Mailliard | C2 500 m   | 2:00,28 min | 4       | 2:00,82 min   | 2             | 1:58,10 min | 5          | B-Finale: 2:05,02 min | 4          | 12   |

### Leichtathletik
Laufen und Gehen
| Athleten      | Wettbewerb   | Vorlauf | Vorlauf | Hoffnungslauf | Hoffnungslauf | Halbfinale    | Halbfinale    | Finale        | Finale        | Rang          |
| Athleten      | Wettbewerb   | Zeit    | Rang    | Zeit          | Rang          | Zeit          | Rang          | Zeit          | Rang          | Rang          |
| ------------- | ------------ | ------- | ------- | ------------- | ------------- | ------------- | ------------- | ------------- | ------------- | ------------- |
| Frauen        |              |         |         |               |               |               |               |               |               |               |
| Martina Weil  | 400 m        | 51,15 s | 4       | 51,79 s       | 6             | ausgeschieden | ausgeschieden | ausgeschieden | ausgeschieden | ausgeschieden |
| Männer        |              |         |         |               |               |               |               |               |               |               |
| Martín Sáenz  | 110 m Hürden | 13,83 s | 8       | 13,95 s       | 6             | ausgeschieden | ausgeschieden | ausgeschieden | ausgeschieden | ausgeschieden |
| Carlos Díaz   | Marathon     | —       | —       | —             | —             | —             | —             | 2:14:25 h     | 53            | 53            |
| Hugo Catrileo | Marathon     | —       | —       | —             | —             | —             | —             | 2:15:44 h     | 59            | 59            |

Springen und Werfen
| Athleten          | Wettbewerb  | Qualifikation | Qualifikation | Finale        | Finale        | Rang |
| Athleten          | Wettbewerb  | Weite/Höhe    | Rang          | Weite/Höhe    | Rang          | Rang |
| ----------------- | ----------- | ------------- | ------------- | ------------- | ------------- | ---- |
| Frauen            |             |               |               |               |               |      |
| Natalia Duco      | Kugelstoßen | 16,11 m       | 30            | ausgeschieden | ausgeschieden | 30   |
| Ivana Gallardo    | Kugelstoßen | 17,47 m       | 18            | ausgeschieden | ausgeschieden | 18   |
| Männer            |             |               |               |               |               |      |
| Claudio Romero    | Diskuswurf  | ogV           | ogV           | ausgeschieden | ausgeschieden | —    |
| Gabriel Kehr      | Hammerwurf  | 72,31 m       | 20            | ausgeschieden | ausgeschieden | 20   |
| Humberto Mansilla | Hammerwurf  | 71,83 m       | 24            | ausgeschieden | ausgeschieden | 24   |

### Moderner Fünfkampf
Durch die Neuverteilung von Wildcards qualifizierte sich Esteban Bustos für die Olympischen Spiele.
| Athleten       | Fechten | Fechten | Schwimmen   | Schwimmen | Reiten  | Reiten | Combined     | Combined | Punkte | Rang |
| Athleten       | Bilanz  | Punkte  | Zeit        | Punkte    | Zeit    | Punkte | Zeit         | Punkte   | Punkte | Rang |
| -------------- | ------- | ------- | ----------- | --------- | ------- | ------ | ------------ | -------- | ------ | ---- |
| Männer         |         |         |             |           |         |        |              |          |        |      |
| Esteban Bustos | 13+1    | 192     | 2:09,70 min | 291       | 72,56 s | 281    | 10:46,96 min | 654      | 1418   | 32   |

### Radsport
Über die UCI-Straßen-Weltrangliste nach Nationen erhielt Chile einen Startplatz für das Straßenrennen der Frauen. Über das olympische Qualifikationsranking im Mountainbike konnte man sich einen Startplatz bei den Männern sichern. Zudem war man über die BMX-Rennsport-WM 2024 auch im BMX-Rennen der Männer auch mit einem Radsportler qualifiziert.

#### Straße
| Athleten      | Wettbewerb    | Zeit      | Rang |
| ------------- | ------------- | --------- | ---- |
| Frauen        |               |           |      |
| Catalina Soto | Straßenrennen | 4:09:49 h | 60   |

#### Mountainbike
| Athleten        | Wettbewerb    | Zeit      | Rang |
| --------------- | ------------- | --------- | ---- |
| Männer          |               |           |      |
| Martín Vidaurre | Cross-Country | 1:29:00 h | 11   |

#### BMX-Rennsport
| Athleten        | Wettbewerb | Viertelfinale | Viertelfinale | Last Chance Race | Last Chance Race | Halbfinale | Halbfinale | Finale        | Finale        | Rang |
| Athleten        | Wettbewerb | Punkte        | Rang          | Zeit             | Rang             | Punkte     | Rang       | Zeit          | Rang          | Rang |
| --------------- | ---------- | ------------- | ------------- | ---------------- | ---------------- | ---------- | ---------- | ------------- | ------------- | ---- |
| Männer          |            |               |               |                  |                  |            |            |               |               |      |
| Mauricio Molina | BMX-Rennen | 17            | 18            | 33,881 s         | 3                | 24         | 8          | ausgeschieden | ausgeschieden | 16   |

#### BMX-Freestyle
| Athleten       | Wettbewerb | Qualifikation | Qualifikation | Finale | Finale |
| Athleten       | Wettbewerb | Punkte        | Rang          | Punkte | Rang   |
| -------------- | ---------- | ------------- | ------------- | ------ | ------ |
| Frauen         |            |               |               |        |        |
| Macarena Pérez | Freestyle  | 84,24         | 7             | 84,55  | 5      |

### Reiten
Über die Panamerikanischen Spiele 2023 erhielt Chile einen Startplatz im Springreiten. Zudem wurde über die regionale Rangliste der Gruppe D und E (Amerika; Zentral- und Südamerika) im Vielseitigkeitsreiten ein Platz an Chile vergeben.

#### Springreiten
| Athleten                                       | Wettbewerb | Strafpunkte   | Strafpunkte   | Strafpunkte   | Strafpunkte   | Strafpunkte   | Strafpunkte   | Rang |
| Athleten                                       | Wettbewerb | Einzelwertung | Einzelwertung | Einzelwertung | Nationenpreis | Nationenpreis | Nationenpreis | Rang |
| Athleten                                       | Wettbewerb | 1. Umlauf     | 2. Umlauf     | Stechen       | 1. Umlauf     | 2. Umlauf     | Stechen       | Rang |
| ---------------------------------------------- | ---------- | ------------- | ------------- | ------------- | ------------- | ------------- | ------------- | ---- |
| Agustin Covarrubias mit Nelson du Petit Vivier | Einzel     | (31)          | ausgeschieden | ausgeschieden | —             | —             | —             | 65   |

### Ringen
Beim amerikanischen Qualifikationsturnier in Acapulco konnten chilenische Ringer Quotenplätze in zwei Gewichtsklassen im griechisch-römischen Stil erreichen.

#### Griechisch-römischer Stil
Legende: G = Gewonnen, V = Verloren, S = Schultersieg
| Athleten       | Wettbewerb        | Achtelfinale | Achtelfinale | Viertelfinale | Viertelfinale | Halbfinale    | Halbfinale    | Hoffnungsrunde Halbfinale | Hoffnungsrunde Halbfinale | Hoffnungsrunde Finale | Hoffnungsrunde Finale | Finale        | Finale        | Rang   |
| Athleten       | Wettbewerb        | Gegner       | Ergebnis     | Gegner        | Ergebnis      | Gegner        | Ergebnis      | Gegner                    | Ergebnis                  | Gegner                | Ergebnis              | Gegner        | Ergebnis      | Rang   |
| -------------- | ----------------- | ------------ | ------------ | ------------- | ------------- | ------------- | ------------- | ------------------------- | ------------------------- | --------------------- | --------------------- | ------------- | ------------- | ------ |
| Männer         |                   |              |              |               |               |               |               |                           |                           |                       |                       |               |               |        |
| Néstor Almanza | Klasse bis 67 kg  | V. Petic     | V 0:4        | ausgeschieden | ausgeschieden | ausgeschieden | ausgeschieden | ausgeschieden             | ausgeschieden             | ausgeschieden         | ausgeschieden         | ausgeschieden | ausgeschieden | 13     |
| Yasmani Acosta | Klasse bis 130 kg | K. Milow     | G 1:1        | A. Mohamed    | G 2:1         | Meng L.       | G 1:1         | ―                         | ―                         | ―                     | ―                     | M. López      | V 0:6         | Silber |

### Rudern
Über die Weltmeisterschaften 2023 qualifizierte sich Chile im Zweier ohne Steuerfrau. Bei der amerikanischen Qualifikationsregatta in Rio de Janeiro gewann man zudem einen Startplatz im Leichtgewichts-Doppelzweier der Männer.
| Athleten                       | Wettbewerb                  | Vorlauf     | Vorlauf | Vorlauf       | Hoffnungslauf / Viertelfinale | Hoffnungslauf / Viertelfinale | Hoffnungslauf / Viertelfinale | Halbfinale    | Halbfinale    | Halbfinale    | Finale      | Finale | Rang |
| Athleten                       | Wettbewerb                  | Zeit        | Rang    | Qualifikation | Zeit                          | Rang                          | Qualifikation                 | Zeit          | Rang          | Qualifikation | Zeit        | Rang   | Rang |
| ------------------------------ | --------------------------- | ----------- | ------- | ------------- | ----------------------------- | ----------------------------- | ----------------------------- | ------------- | ------------- | ------------- | ----------- | ------ | ---- |
| Frauen                         |                             |             |         |               |                               |                               |                               |               |               |               |             |        |      |
| Antonia Abraham Melita Abraham | Zweier ohne Steuerfrau      | 7:23,01 min | 3       | Halbfinale    | ―                             | ―                             | ―                             | 7:26,82 min   | 4             | B-Finale      | 7:10,45 min | 3      | 9    |
| Männer                         |                             |             |         |               |                               |                               |                               |               |               |               |             |        |      |
| César Abaroa Eber Sanhueza     | Leichtgewichts-Doppelzweier | 6:46,90 min | 4       | Hoffnungslauf | 6:58,78 min                   | 4                             | C-Finale                      | ausgeschieden | ausgeschieden | ausgeschieden | 6:28,00 min | 1      | 13   |

### Schießen
Im bis zum 9. Juni 2024 laufenden Qualifikationszeitraum konnten Quotenplätze in zwei Wettbewerben erreicht werden.
| Athleten           | Wettbewerb       | Qualifikation   | Qualifikation | Finale          | Finale        |
| Athleten           | Wettbewerb       | Ringe/ Scheiben | Rang          | Ringe/ Scheiben | Rang          |
| ------------------ | ---------------- | --------------- | ------------- | --------------- | ------------- |
| Frauen             |                  |                 |               |                 |               |
| Francisca Crovetto | Skeet            | 120             | 5             | 55+7            | Gold          |
| Männer             |                  |                 |               |                 |               |
| Diego Parra        | 10 m Luftpistole | 568             | 27            | ausgeschieden   | ausgeschieden |

### Schwimmen
| Athleten          | Wettbewerb      | Vorlauf      | Vorlauf | Halbfinale | Halbfinale | Finale        | Finale        | Rang |
| Athleten          | Wettbewerb      | Zeit         | Rang    | Zeit       | Rang       | Zeit          | Rang          | Rang |
| ----------------- | --------------- | ------------ | ------- | ---------- | ---------- | ------------- | ------------- | ---- |
| Frauen            |                 |              |         |            |            |               |               |      |
| Kristel Köbrich   | 800 m Freistil  | 8:46,46 min  | 15      | —          | —          | ausgeschieden | ausgeschieden | 15   |
| Kristel Köbrich   | 1500 m Freistil | 16:27,18 min | 14      | —          | —          | ausgeschieden | ausgeschieden | 14   |
| Männer            |                 |              |         |            |            |               |               |      |
| Eduardo Cisternas | 400 m Freistil  | 3:51,29 min  | 25      | —          | —          | ausgeschieden | ausgeschieden | 25   |

### Segeln
Über die Panamerikanische Spiele 2023 qualifizierte sich Chile im Laser Radial. Für den Laserwettbewerb der Männer konnte man bei den ILCA-Weltmeisterschaften 2024 in Adelaide einen Startplatz ergattern.
| Athleten           | Wettbewerb   | Qualifikation | Qualifikation | Medal Race    | Medal Race    | Punkte | Rang |
| Athleten           | Wettbewerb   | Punkte        | Rang          | Punkte        | Rang          | Punkte | Rang |
| ------------------ | ------------ | ------------- | ------------- | ------------- | ------------- | ------ | ---- |
| Frauen             |              |               |               |               |               |        |      |
| María José Poncell | Laser Radial | 278           | 38            | ausgeschieden | ausgeschieden | 278    | 38   |
| Männer             |              |               |               |               |               |        |      |
| Clemente Seguel    | Laser        | 82            | 8             | 12            | 6             | 94     | 8    |

### Taekwondo
Beim amerikanischen Qualifikationsturnier in Santo Domingo konnten sich zwei chilenische Sportler in Taekwondo für die Olympischen Spiele qualifizieren.
| Athleten          | Wettbewerb        | Achtelfinale | Achtelfinale | Viertelfinale | Viertelfinale | Hoffnungsrunde Halbfinale | Hoffnungsrunde Halbfinale | Halbfinale    | Halbfinale    | Hoffnungsrunde Finale | Hoffnungsrunde Finale | Finale        | Finale        | Rang |
| Athleten          | Wettbewerb        | Gegner       | Ergebnis     | Gegner        | Ergebnis      | Gegner                    | Ergebnis                  | Gegner        | Ergebnis      | Gegner                | Ergebnis              | Gegner        | Ergebnis      | Rang |
| ----------------- | ----------------- | ------------ | ------------ | ------------- | ------------- | ------------------------- | ------------------------- | ------------- | ------------- | --------------------- | --------------------- | ------------- | ------------- | ---- |
| Frauen            |                   |              |              |               |               |                           |                           |               |               |                       |                       |               |               |      |
| Fernanda Aguirre  | Klasse über 67 kg | Seo G.-w.    | 1:2          | ausgeschieden | ausgeschieden | ausgeschieden             | ausgeschieden             | ausgeschieden | ausgeschieden | ausgeschieden         | ausgeschieden         | ausgeschieden | ausgeschieden | 11   |
| Männer            |                   |              |              |               |               |                           |                           |               |               |                       |                       |               |               |      |
| Joaquín Churchill | Klasse bis 80 kg  | N. Kuş       | 1:2          | ausgeschieden | ausgeschieden | ausgeschieden             | ausgeschieden             | ausgeschieden | ausgeschieden | ausgeschieden         | ausgeschieden         | ausgeschieden | ausgeschieden | 11   |

### Tennis
Über die ATP-Ranglisten und die Panamerikanischen Spiele 2023 qualifizierten sich drei chilenische Tennisspieler für die in Stade Roland Garros ausgetragenen Wettbewerbe.
| Athleten                       | Wettbewerb | 1. Runde                | 1. Runde          | 2. Runde      | 2. Runde      | Achtelfinale            | Achtelfinale      | Viertelfinale | Viertelfinale | Halbfinale    | Halbfinale    | Finale / Platz 3 | Finale / Platz 3 | Rang |
| Athleten                       | Wettbewerb | Gegner                  | Ergebnis          | Gegner        | Ergebnis      | Gegner                  | Ergebnis          | Gegner        | Ergebnis      | Gegner        | Ergebnis      | Gegner           | Ergebnis         | Rang |
| ------------------------------ | ---------- | ----------------------- | ----------------- | ------------- | ------------- | ----------------------- | ----------------- | ------------- | ------------- | ------------- | ------------- | ---------------- | ---------------- | ---- |
| Männer                         |            |                         |                   |               |               |                         |                   |               |               |               |               |                  |                  |      |
| Nicolás Jarry                  | Einzel     | A. Popyrin              | 3:6, 6:75         | ausgeschieden | ausgeschieden | ausgeschieden           | ausgeschieden     | ausgeschieden | ausgeschieden | ausgeschieden | ausgeschieden | ausgeschieden    | ausgeschieden    | 33   |
| Alejandro Tabilo               | Einzel     | R. Safiullin            | 4:6, 4:6          | ausgeschieden | ausgeschieden | ausgeschieden           | ausgeschieden     | ausgeschieden | ausgeschieden | ausgeschieden | ausgeschieden | ausgeschieden    | ausgeschieden    | 33   |
| Tomás Barrios Vera             | Einzel     | F. Cerúndolo            | 2:6, 1:6          | ausgeschieden | ausgeschieden | ausgeschieden           | ausgeschieden     | ausgeschieden | ausgeschieden | ausgeschieden | ausgeschieden | ausgeschieden    | ausgeschieden    | 33   |
| Nicolás Jarry Alejandro Tabilo | Doppel     | L. Darderi / L. Musetti | 6:3, 6:75, [10:5] | —             | —             | T. Macháč / A. Pavlásek | 7:5, 6:76, [4:10] | ausgeschieden | ausgeschieden | ausgeschieden | ausgeschieden | ausgeschieden    | ausgeschieden    | 9    |

### Tischtennis
Über das lateinamerikanische Qualifikationsturnier in Lima konnten sich zwei chilenische Tischtennisspielerinnen für die Olympischen Spiele qualifizieren. Zudem erhielt Nicolás Burgos als bester, nicht anderweitig qualifizierter, Athlet des Kontinents in der ITTF-Weltrangliste einen Startplatz.
| Athleten       | Wettbewerb | 1. Runde    | 1. Runde | 2. Runde        | 2. Runde      | 3. Runde      | 3. Runde      | Achtelfinale  | Achtelfinale  | Viertelfinale | Viertelfinale | Halbfinale    | Halbfinale    | Finale / Platz 3 | Finale / Platz 3 | Rang |
| Athleten       | Wettbewerb | Gegner      | Erg.     | Gegner          | Erg.          | Gegner        | Erg.          | Gegner        | Erg.          | Gegner        | Erg.          | Gegner        | Erg.          | Gegner           | Erg.             | Rang |
| -------------- | ---------- | ----------- | -------- | --------------- | ------------- | ------------- | ------------- | ------------- | ------------- | ------------- | ------------- | ------------- | ------------- | ---------------- | ---------------- | ---- |
| Frauen         |            |             |          |                 |               |               |               |               |               |               |               |               |               |                  |                  |      |
| Paulina Vega   | Einzel     | Freilos     | Freilos  | Zhang M.        | 0:4           | ausgeschieden | ausgeschieden | ausgeschieden | ausgeschieden | ausgeschieden | ausgeschieden | ausgeschieden | ausgeschieden | ausgeschieden    | ausgeschieden    | 33   |
| Zeng Zhiying   | Einzel     | M. Sahakian | 1:4      | ausgeschieden   | ausgeschieden | ausgeschieden | ausgeschieden | ausgeschieden | ausgeschieden | ausgeschieden | ausgeschieden | ausgeschieden | ausgeschieden | ausgeschieden    | ausgeschieden    | 65   |
| Männer         |            |             |          |                 |               |               |               |               |               |               |               |               |               |                  |                  |      |
| Nicolás Burgos | Einzel     | Freilos     | Freilos  | K. Gerassimenko | 0:4           | ausgeschieden | ausgeschieden | ausgeschieden | ausgeschieden | ausgeschieden | ausgeschieden | ausgeschieden | ausgeschieden | ausgeschieden    | ausgeschieden    | 33   |

### Triathlon
Über die olympische Einzel-Qualifikationsrangliste erhielt Chile zwei Startplätze für den Einzelwettbewerb der Männer.
| Athleten       | Wettbewerb | Zeit      | Rang |
| -------------- | ---------- | --------- | ---- |
| Männer         |            |           |      |
| Diego Moya     | Einzel     | 1:47:47 h | 28   |
| Gaspar Riveros | Einzel     | 1:49:48 h | 38   |